# Ljubimez
Ljubimez (bulgarisch Любимец) ist eine bulgarische Stadt in der Oblast Chaskowo. Im Dezember 2011 hatte die Stadt eine Bevölkerung von rund 7200 Einwohnern.
Im Osten der Stadt fließt der Fluss Mariza.
In der Nähe des Ortseingangs befindet sich ein Lager für Asylsuchende.
Die Stadt ist seit 2017 Namensgeber für den Ljubimez-Nunatak auf der Alexander-I.-Insel in der Antarktis.